# سانجاي نجيدوب
سانجاي نجيدوب، وُلِد في 1 يوليو 1953، كان رئيس وزراء بوتان في فترتين من سنة 1999 إلى 2000، ومرة أخرى من سنة 2005 إلى 2006.

## السيرة الذاتية
وُلِد سانجاي نغيدوب في قرية نوبغانغ الواقعة في منطقة بوناخا. وهو الطفل الثاني وأكبر الأبناء الذكور في أسرة مكوّنة من ثلاثة إخوة وست شقيقات. أربع من شقيقاته تزوجن من ملك بوتان السابق جيغمي سينغي وانغشوك.
والده، ياب داشو أوغين دورجي (1925–2019)، كان المؤسس والمالك لأكاديمية أوغين (تأسست في 03/04/2002). ووالدته تُدعى يوم ثويجي زام (وُلِدت سنة 1932).
أما شقيقاه فهما:
1. داشو أوغين تسيتشوب (وُلِد سنة 1964).
2. داشو توبغاي (وُلِد سنة 1966).

وشقيقاته الست هنّ:
1. آشي بيدا (وُلِدت سنة 1951).
2. صاحبة الجلالة آشي دورجي وانغمو (وُلِدت سنة 1955).
3. صاحبة الجلالة آشي تشيرينغ بيم (وُلِدت سنة 1957).
4. صاحبة الجلالة آشي تشيرينغ يانغدون (وُلِدت سنة 1959)، والدة الملك جيغمي خيسار نامغيال وانغتشوك.
5. صاحبة الجلالة آشي سانجاي شودين (وُلِدت سنة 1963).
6. آشي سونام شودين (وُلِدت سنة 1969).[2]

## الحياة الدراسية
تخرج من مدرسة الدكتور غراهام في كاليبونغ في الهند، وأكمل دراسته الجامعية في كلية سانت ستيفن في دلهي. في سنة 1976، انضم إلى السلك الدبلوماسي البوتاني، وشارك في دورات دبلوماسية في أستراليا ودلهي.

## الحياة المهنية
في سنة 1977، خدم ليونبو سانجاي نغيدوب في البعثة الدائمة لبوتان لدى الأمم المتحدة في نيويورك، ثم شغل منصب السكرتير الثاني (ولا حقًا الأول) في سفارة بوتان الملكية في دلهي. وفي سنة 1989، عُيّن سفيرًا لبوتان لدى الكويت.
نُقل لاحقًا إلى منصب مدير التجارة والصناعة في سنة 1989، ثم شغل منصب الأمين المساعد للجنة التخطيط في أبريل سنة 1991. أصبح مديرًا عامًا للصحة في سنة 1992. وفي سنة 1998، عُيّن وزيرًا للصحة والتعليم، ثم شغل منصب رئيس الوزراء من 9 يوليو 1999 إلى 20 يوليو 2000. وكان وزيرًا للزراعة من سنة 2003 إلى 2007، ثم عُيّن مجددًا رئيسًا للوزراء في 5 سبتمبر 2005، واستمر حتى 7 سبتمبر 2006. في يوليو 2007، استقال من الحكومة مع رئيس الوزراء ليونبو خاندو وانغتشوك وخمسة وزراء آخرين من أجل الدخول في الحياة السياسية استعدادًا لأول انتخابات ديمقراطية في تاريخ البلاد سنة 2008.
ليونبو سانجاي نغيدوب، المعروف بأسلوبه القيادي الديمقراطي، انتُخب بالإجماع رئيسًا وزعيمًا لحزب الشعب الديمقراطي الذي تم تأسيسه حديثًا.

### الترشح للرئاسة
في مناظرته الرئاسية، التي كانت الأولى من نوعها في فبراير 2008، وعد ليونبو سانجاي نغيدوب بأنه، في حال فوزه في الانتخابات، سيبني سياساته الحكومية على مفهوم "السعادة الوطنية الشاملة"، وهي فلسفة صاغها الملك الرابع جيغمي سينغي وانغتشوك، صهره، والتي تنص على أن سعادة الشعب أهم من النمو المادي.
قاد حزبه في الانتخابات التي أُجريت في 24 مارس 2008، لكنه خسر في دائرته الانتخابية. وقد حصل حزب الشعب الديمقراطي على مقعدين فقط من أصل 47 مقعدًا في الجمعية الوطنية. حصل ليونبو سانجاي نغيدوب على الوشاح الأحمر من جلالة الملك في 24 أغسطس 1987، ثم على الوشاح البرتقالي في 1 يناير 1998.

### صندوق الثقة الصحي البوتاني
في سنة 2002، شارك مع ستة آخرين في "مسيرة من أجل الصحة" من تراشيغانغ إلى العاصمة تيمفو، وقطعوا مسافة 560 كيلومترًا سيرًا على الأقدام، وقد نُفِّذت بنجاح وفق الجدول الزمني. وقد ابتكر ليونبو سانجاي نغيدوب فكرة هذه المسيرة بهدف جمع التبرعات لصالح "صندوق الثقة الصحي البوتاني"، وهو مبادرة مهمة تهدف إلى إبقاء خدمات الرعاية الصحية الأولية في بوتان مجانية. في 8 سبتمبر 2015، حصل على جائزة التميز في الصحة العامة من منظمة الصحة العالمية. ليونبو سانجاي نغيدوب هو الرئيس الفخري لجمعية كشافة بوتان.